# Atlanta Hawks 1969-1970
La stagione 1969-70 degli Atlanta Hawks fu la 21ª nella NBA per la franchigia.
Gli Atlanta Hawks vinsero la Western Division con un record di 48-34. Nei play-off vinsero la semifinale di division con i Chicago Bulls (4-1), perdendo poi la finale di division con i Los Angeles Lakers (4-0).

## Roster
| N° | Naz.                   | Ruolo | Sportivo         | Anno | Alt. | Peso |
| -- | ---------------------- | ----- | ---------------- | ---- | ---- | ---- |
| 8  | Stati Uniti (bandiera) | C     | Walt Bellamy     | 1939 | 211  | 102  |
| 10 | Stati Uniti (bandiera) | G     | Don Ohl          | 1936 | 191  | 86   |
| 12 | Stati Uniti (bandiera) | A     | Grady O'Malley   | 1948 | 196  | 93   |
| 14 | Stati Uniti (bandiera) | G     | Butch Beard      | 1947 | 191  | 84   |
| 19 | Stati Uniti (bandiera) | G     | Richie Guerin    | 1932 | 193  | 88   |
| 23 | Stati Uniti (bandiera) | GA    | Lou Hudson       | 1944 | 196  | 95   |
| 24 | Stati Uniti (bandiera) | AC    | Jim Davis        | 1941 | 206  | 102  |
| 27 | Stati Uniti (bandiera) | GA    | Joe Caldwell     | 1941 | 196  | 88   |
| 29 | Stati Uniti (bandiera) | C     | Dave Newmark     | 1946 | 213  | 109  |
| 32 | Stati Uniti (bandiera) | AC    | Bill Bridges     | 1939 | 198  | 103  |
| 34 | Stati Uniti (bandiera) | AC    | Bumper Tormohlen | 1937 | 203  | 104  |
| 40 | Stati Uniti (bandiera) | AC    | Gary Gregor      | 1945 | 201  | 102  |
| 42 | Stati Uniti (bandiera) | G     | Walt Hazzard     | 1942 | 188  | 84   |

## Staff tecnico
- Allenatore: Richie Guerin
- Vice-allenatore: Bumper Tormohlen